# Marian Womack
Marian Womack (Cádiz, 1979) es una escritora, traductora y editora bilingüe hispano-británica, autora de ficción extraña, terror, ficción especulativa, ciencia ficción y ficción ecológica afincada en Cambridge, Reino Unido.Como traductora en España ha desarrollado su actividad en el ámbito de la edición independiente. Como narradora escribe en inglés y español. Womack ha sido antologada en diversos libros colectivos, tanto en España y América Latina como en el Reino Unido, Australia y Estados Unidos. En su prosa confluyen elementos de géneros como el gótico, la ciencia ficción y el terror, que se entremezclan de forma sutil con una realidad extraña, utilizando para ello recursos como la fragmentación o la experimentación estructural.
Womack ha publicado dos colecciones de relatos y tres novelas en inglés, y dos novelas en español. Su prosa ecológica ha sido utilizada en instalaciones artísticas, traducida al italiano y al noruego,  y nominada a dos British Fantasy Award y un British Science Fiction Association Award.
Womack nació en Cádiz y fue educada en el Reino Unido. Se graduó en la doble licenciatura de Literatura Inglesa y Estudios de Cine (Universidad de Glasgow), es máster en Literatura Europea Comparada (Universidad de Oxford), DEA en Literatura Comparada (Universidad Autónoma de Madrid), máster en Escritura Creativa (Universidad de Cambridge) y doctora en Escritura Creativa (Anglia Ruskin University). 
En su labor como editora, fue cofundadora, junto con el traductor y poeta británico James Womack, de la editorial independiente Nevsky Prospects, especializada en literatura rusa. Su catálogo se caracterizó por aunar obras rusas y soviéticas de género ruso (ciencia ficción, cuento gótico, etc.) a autores clásicos como Pushkin, Dostoievski o Grigoróvich, aportando una visión inusual y más amplia de la dicha literatura. Coordinó la colección Fábulas de Albión, donde publicó por primera vez en español a autoras internacionales de ficción especulativa como Nina Allan, Lisa Tuttle, o Karin Tidbeck. 
Womack ha trabajado en bibliotecas académicas y archivos durante más de una década, incluyendo la Biblioteca Bodleiana de la Universidad de Oxford y la Biblioteca de la Facultad de Lenguas Modernas de la Universidad de Cambridge, donde trabajó durante cinco años como Bibliotecaria de Hispánicas y Portugués, además de trabajar de forma intermitente como editora, traductora, y librera. Ha dado clases de escritura creativa, estudios de edición y bibliografía tanto en España como en el Reino Unido, y durante tres años impartió clases de escritura creativa en el máster de la Universidad de Oxford. Womack es la primera persona española que participa y se gradúa en la Clarion Workshop.  

## Recepción crítica
Womack publicó su primera colección de relatos en inglés, Lost Objects, en 2018. Nina Allan escribió en Interzone: “[T]he themes of climate change and ecological destruction are more urgently expressed in this short book than in any other I have recently read, yet it is Womack’s bravery in stating these themes in terms of poetry, of metaphysics, of personal loss that lifts them above polemic… This book, with its sharp edges and its thematic urgency and its painful admissions of weakness and of fear, is a collection that highlights everything that speculative fiction, of all possible modes of literature, excels at.” Laura Mauro escribió en Black Static: "Lost Objects is a gorgeous, intelligent collection, both masterfully written and cannily prescient… and crafted in a manner that I suspect we will come to recognise as uniquely Womack.”  Jonathan Thorton escribió en The Fantasy Hive: “These stories deal with landscapes that have been transfigured by humanity’s carelessness and hubris, worlds in mourning for everything we have so casually destroyed. They serve as a vital and timely reminder of our current climate crisis, and the responsibility we have to both the world and ourselves."  Timothy J. Jarvis escribió en Los Angeles Review of Books: “Addresses humankind’s senseless despoliation of its home in subtle, profoundly affecting ways.” 
La primera novela en inglés de Womack, The Golden Key (2020), fue descrita por Publisher's Weekly como una “ethereal debut novel, precise and eerie… Patient readers willing to wade through Womack’s murky, off-kilter world will be rewarded with moments of disquieting beauty." Jonathan Thorton escribió en The Fantasy Hive: “A bold, ambitious and genre-bending novel, one that isn’t afraid to assume a sensitive and intelligent reader.” La segunda novela de Womack, The Swimmers (2021), obtuvo una Starred Review en Publisher's Weekly: "Womack draws in readers immediately with her dreamy depictions of the landscape and its dangers. At its heart, however, the novel is a probing examination of cultural and class differences. Readers will be captivated.” The Guardian destacó la novela como "a richly imagined eco-gothic tale" en su sección de lo mejor de la temporada, y The Times la definió como "exquisitely realised", seleccionándola como una de las mejores diez novelas de ciencia ficción de 2021.

## Vida personal
Womack está casada con el poeta británico James Womack, a quien conoció cuando ambos eran estudiantes en Wadham College, Oxford. Aunque no puede votar en el Reino Unido, Womack es miembro activo del Green Party británico.  Womack estudió en un colegio de monjas conventual, y ha escrito sobre su rechazo al catolicismo como institución. 

## Obra publicada

### Narrativa
NOVELA
Ciencia Ficción
- The Swimmers, Londres, Titan Books, 2021. ISBN 9781789094213 (Novela)

The Walton & Waltraud Inquiry Agents Mysteries
- On the Nature of Magic, Londres, Titan Books, 2023. ISBN 9781803361345 (Novela)

- The Golden Key, Londres, Titan Books, 2020. ISBN 9781789093254 (Novela)

Español
- Calle Andersen, Barcelona, La Galera, 2014. ISBN 9788424652995 (Novela). Con Sofia Rhei.

- Memoria de la nieve Zaragoza, Tropo Editores, 2011. ISBN 978-84-96911-34-5 (Novela)

RELATOS INGLES
Colecciones de relatos
- Out of the Window, Into the Dark, Cambridge, Calque Press, 2024 ISBN 9781916232174
- Lost Objects, New Extended Edition, Cambridge, Calque Press 2024
- Lost Objects, Edinburgh, Luna Press Publishing, 2018 ISBN 9781911143390

Como editora
- An Invite to Eternity: Tales of Nature Disrupted. Calque Press, 2019, Cambridge, Calque Press, 2019. Coeditado con Gary Budden
- The Best of Spanish Steampunk, Madrid, Nevsky Books. Coeditado con James Womack
- Retrofuturismos. Antologia Steampunk. Madrid, Fábulas de Albión.

Incluidos en antologias y revistas
- “Ready or Not”, in Isolation, The Horror Anthology (Titan Books, 2022), edited by Dan Coxon
- “At the Museum”, in Uncertainties, Vol. 4 (Swan River Press, 2020), edited by Timothy Jarvis
- “One, Two, Three”, in The Shadow Booth, Vol. 4 (2019), edited by Dan Coxon
- “Nox Una”, in The Silent Garden, a Journal of Esoteric Fabulism (Undertow Publications, 2018), edited by Michael Kelly
- “Mrs. Fox”, in LossLit (November 2017), edited by Aki Schilz and Kit Caless.
- “Pink Footed”, EcoPunk! Speculative Tales of Radical Futures (Ticonderoga Publications, 2017), edited by Liz Grzyb and Cat Spark
- “The ravisher, the thief”, Barcelona Tales (NewCon Press, 2016), edited by Ian Whates.
- “Stones”, SuperSonic (October-November 2016), edited by Cristina Jurado.
- “Orange Dogs”, Weird Fiction Review, ed. Jeff VanderMeer (October 2015). Reimpreso in Year’s Best Weird Fiction (vol. 3) (Undertow Publications, 2016), edited by Simon Strantzas and Michael Kelly.
- “Black Isle”, Spanish Women of Wonder (Palabaristas, 2016). Reimpreso in A Dying Planet. Short Stories (Flame Tree Press, 2020).
- “Frozen Planet”, Apex Mag Special International Issue #76 (September 2015)

RELATOS ESPAÑOL
- Nox una, en Aquelarre. Antología del cuento de terror español actual (* Aquelarre. Antología del cuento de terror español actual. Cuentos de Alfredo Álamo, Matías Candeira, Santiago Eximeno, Cristina Fernández Cubas, David Jasso, José María Latorre, Alberto López Aroca, Lorenzo Luengo, Ángel Olgoso, Félix Palma, Pilar Pedraza, Juan José Plans, Miguel Puente, Marc R. Soto, Norberto Luis Romero, Care Santos, José Carlos Somoza, José María Tamparillas, David Torres, José Miguel Vilar-Bou y Marian Womack. Salto de Página, Madrid, 2010; edición de Antonio Rómar y Pablo Mazo Agüero). ISBN 978-84-15065-02-9

- Help Needed: el nuevo Barbazul, La banda de los corazones sucios. Antología del cuento villano Madrid, Ediciones Baladí, 2010. Selección y prólogo de Salvador Luis. ISBN 78-84-937661-6-0 (obra colectiva). Reimpreso en La banda de los corazones sucios. Antología del cuento villano La Paz, Editorial El Cuervo, 2010. Selección y prólogo de Salvador Luis. ISBN 978-99954-749-3-5 (obra colectiva)

- En la tierra del lobo, en Al otro lado del espejo, Madrid, Editorial Escalera, 2010. ISBN 978-84-938363-6-8 (obra colectiva)

- «Matrioshka», en Rusia Imaginada, Madrid, Nevsky Prospects, 2011. Edición de Care Santos (obra colectiva)

- «In a glass, darkly», Steampunk: antología retrofuturista. Selección de textos y antólogo: Félix J. Palma. Relatos de Óscar Esquivias, Fernando Marías, José María Merino, Juan Jacinto Muñoz Rengel, Andrés Neuman, Fernando Royuela, Luis Manuel Ruiz, Care Santos, José Carlos Somoza, Ignacio del Valle, Pilar Vera y Marian Womack. Ed. Fábulas de Albión, 2012. ISBN 978-939379-3-5

- «Montañas», Náufragos de San Borondón: Antología hispanoamericana de narradores Tenerife, Baile del Sol, 2012. Selección y prólogo de Javier Vázquez Losada. ISBN 978-84-15019-88-6 (obra colectiva)

### Crítica
LIBROS
- Beauty is Complicated: Two Essays on the Weird. Cambridge, Calque Press, 2024

- Beyond the Back Room. New Perspectives on Carmen Martin Gaite. Coeditado con Jennifer Wood. Oxford, Peter Lang, 2010. ISBN 9783039118274

ENSAYO
- ‘It’s about to get crazy, it’s about to get loud!: Weird Ecopoetics at the end of the world’. In Writing the Future: Essays on Crafting Science Fiction. Dead Ink Books. Ed. Dan Coxon & Richard V. Hirst, 2023
- ‘Introduction’, The Topless Tower by Silvina Ocampo. Calque Press, 2023
- ‘Introduction’, An Invite to Eternity: Tales of Nature Disrupted. Calque Press, 2019
- ‘Nature has at last escaped from their discipline and their fetters: Ostranenie and the Ecological sublime in Jeff VanderMeer’s Annihilation and Brian Catling’s The Vorrh’. WorldCon. The World Science Fiction Convention (Helsinki). Academic Track – Environmental Anxieties, 2017
- Profile on Rosa Montero’s SF novels, EuroCon Convention Book. BCon, 2016
- ‘The Invasion of the Body-Snatchers’ / ‘Stalker’: Ciencia Ficción: Cien Películas Imprescindibles. JotDown Books, 2015

### Traducciones
- Cuando sale la luna de Gladys Mitchell. Traducción.
- En trineo y a caballo hacia los leprosos abandonados de Siberia de Kate Marsden. Traducción.
- El muñeco de Daphne du Maurier. Traducción. ISBN 978-84-939379-0-4
- Paseando con fantasmas. Antología del cuento gótico. Selección y traducción. ISBN 978-84-8393-086-1
- La hija del rey del país de los Elfos de Lord Dunsany. Traducción. ISBN 978-88-4930-909-7-1
- Transformación. Cuentos góticos de Mary Shelley. Selección, introducción y traducción. ISBN 978-84-8393-063-2
- Formas del amor de David Garnett. Traducción. ISBN 978-84-92865-13-0
- Para leer al anochecer. Cuentos de fantasmas de Charles Dickens de Charles Dickens. Selección de Marian Womack. Traducción Marian Womack y Enrique Gil Delgado. ISBN 978-84-937601-0-6
- Rusia gótica de Varios autores. Seleccionó y tradujo con James Womack. ISBN 978-84-937466-1-2
- Las vírgenes sabias de Leonard Woolf. Traducción e introducción. ISBN 978-84-937110-2-3

## Premios
- Finalista del British Fantasy Award (2018) a la mejor colección del relatos, con la obra Lost Objects.
- Finalista del British Fantasy Award (2018) al Best Newcomer.
- Finalista del British Science Fiction Association Award (2018) al mejor relatos, con la obra 'Kingfisher'.
- Seleccionada entre los finalistas del I Premio Bruguera de Novela (2006), con la obra Catálogo de Ausencias.